# 我，机器人

《我，機器人》的英文封面，圖畫取材自《環舞》

《我，機器人》（英語：I, Robot），是美國作家以撒·艾西莫夫出版於1950年的科幻小說短篇集，收錄9篇短篇小說。大多原載於1940年到1950年間的美國《超級科學故事》（Super Science Stories）雜誌和《驚奇科幻小說》雜誌（Astounding Science Fiction）。書中的短篇故事各自獨立，卻擁有共同的主題，探討人類與機器人間的道德問題。這些故事結合之後，開創出艾西莫夫的機器人浩翰虛構歷史。
串連起這幾個故事的靈魂人物，是美國機器人與機械人股份有限公司（常簡稱為「美國機器人公司」，「U.S. Robots and Mechanical Men, Inc.」）的機器人心理學家蘇珊·凱文博士（Dr. Susan Calvin）。在出版短篇集時，艾西莫夫藉由晚年凱文接受專訪，回憶過往如何運用「機器人心理學」（Robopsychology）跟行為失常機器人的接觸。著名的艾氏「機器人三定律」就是在這部短篇集初次登場。
這部短篇集的標題跟安多·拜德（Eando Binder）的一篇短篇小說同名，但是兩者並無關係。艾西莫夫本來想取名「靈與鐵」（Mind and Iron），不過出版商反對，改了標題。
此小說曾多次被改編拍攝為電視劇以及電影，最近一次是由威爾·史密斯（Will Smith）所主演的同名電影：《I, ROBOT》（中譯為「機械公敵」）。

## 短篇
全书分为如下9个短篇：
- 罗比（Robbie），原1940年9月發表
- 环舞（Runaround），原1942年3月發表
- 推理（Reason），原1941年4月發表
- 捉兔记（Catch that Rabbit），原1944年2月發表
- 说假话的机器人（Liar!），原1941年5月發表
- 捉拿机器人（Little Lost Robot），原1947年3月發表
- 逃避（Escape!），原1945年8月發表
- 证据（Evidence），原1946年9月發表
- 换个角度（The Evitable Conflict），原1950年6月發表